# 梁溪区
梁溪区是中华人民共和国江苏省无锡市所辖的一个市辖区，位于无锡的市中心，区域总面积约为71.5平方公里。因无锡城西梁溪河而得名；“梁溪”旧为无锡别称。2015年10月，国务院批准撤销无锡市崇安区、南长区、北塘区，设立无锡市梁溪区。區人民政府駐崇安寺街道。

## 行政区划
梁溪区下辖9个街道办事处：
崇安寺街道、山北街道、清名桥街道、惠山街道、北大街街道、广益街道、扬名街道、黄巷街道和瞻江街道。

## 人口
根據第七次全国人口普查數據顯示，截至2020年11月1日零時，梁溪區常住人口為985465人 。

## 地理環境
梁溪区地处无锡市区中心部，境内以平原为主，地势低平，星散分布着低山、残丘。属北亚热带湿润区，受季风环流影响，形成的气候特点是：四季分明，气候温和，雨水充沛，日照充足，无霜期长。

## 对外交通

### 铁路
- 沪宁城际铁路无锡站
- 京沪铁路无锡站

### 高速公路
- 京沪高速
- 沪蓉高速
- 沪宜高速

### 城市轨道交通
- █ 无锡地铁1号线
- █ 无锡地铁2号线
- █ 无锡地铁3号线
- █ 无锡地铁4号线

### 国道
312国道

### 省道
342省道

## 风景名胜
- 东林书院
- 薛福成故居
- 阿炳故居
- 崇安寺
- 南禅寺
- 清名桥
- 南长街
- 惠山 (无锡市)
- 天下第二泉
- 寄畅园
- 惠山寺
- 钱锺书故居